# Çeşme
Çeşme (parola che significa "fontana" in italiano), anche noto come Cesme, è un comune capoluogo dell'omonimo distretto della provincia di Smirne, in Turchia. Si trova sulla costa dell'Egeo ed è famosa per la battaglia navale del 5–7 luglio 1770, combattuta durante la Guerra russo-turca.

## Geografia fisica
Situata all'estremità di una penisola a circa 70 chilometri a ovest di Smirne, il suo clima relativamente fresco e la sua facilità d'accesso tramite autostrada ne fanno un luogo di villeggiatura privilegiato per gli abitanti della regione.
Da Çeşme partono i traghetti per l'isola greca di Chio.

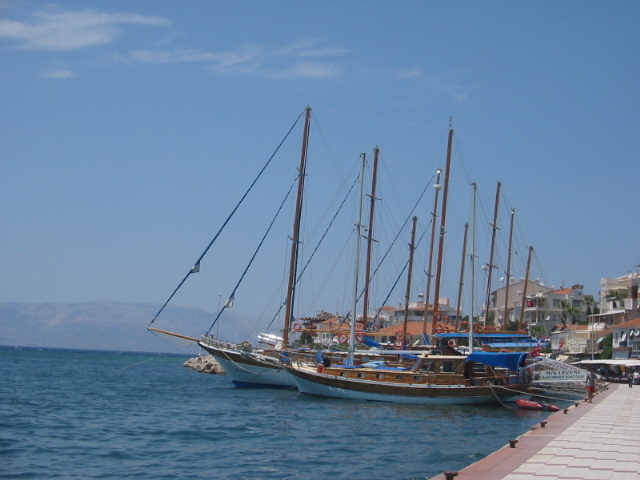
Yacht nel porto di Çeşme

In passato, il porto di Çeşme, era collegato con un servizio di traghetti diretto per l'Italia. L'ultima linea è rimasta attiva fino al 2010 con la compagnia Marmara Lines, dai porti di Ancona e Brindisi

## Economia
Il rakı di Çeşme è per tradizione uno dei migliori della Turchia e si distilla utilizzando l'uva passa locale priva di semi.

## Amministrazione

### Gemellaggi
Çeşme è gemellata con 13 città:
- Luleå
- Emmonak
- Frankfort
- Iqaluit
- Semey
- Aktöbe
- Talas
- Akureyri
- Kirkjubæjarklaustur
- Leningradskiy
- Capodistria
- Xlendi
- Dogana